# Balacra alberici
Balacra alberici là một loài bướm đêm thuộc phân họ Arctiinae, họ Erebidae.